# Janine Hanson
Janine Hanson (ur. 14 grudnia 1982 r. w La Mesa) – kanadyjska wioślarka.

## Osiągnięcia
- Mistrzostwa Świata – Monachium 2007 – czwórka podwójna – 5. miejsce[2].
- Igrzyska Olimpijskie – Pekin 2008 – czwórka podwójna – 8. miejsce[2].
- Mistrzostwa Świata – Hamilton 2010 – ósemka – 2. miejsce[2].
- Mistrzostwa Świata – Bled 2011 – ósemka – 2. miejsce[2].